# Lauren Williams
Lauren Williams (Blackwood, 25 de fevereiro de 1999) é uma taekwondista britânica, medalhista olímpica.

## Carreira
Williams conquistou a medalha de prata nos Jogos Olímpicos de Verão de 2020 em Tóquio como representante da Grã-Bretanha, após confronto na final contra a croata Matea Jelić na categoria até 67 kg. Em dezembro de 2018, Williams venceu a Grand Slam Series realizada em Wuxi, China. Williams tem 2 medalhas de ouro no Grand Prix Series com vários pódios.